# 정서주의
정서주의(emotivism)는 도덕적 진술은 그 화자의 태도에 대한 보고가 아닌 표현을 의미한다는 메타윤리학적 관점의 이론으로써, 윤리학적 주관주의의 일부이다. 20세기의 분석철학과 논리 실증주의의 영향을 받아 발전하였다.
정서주의는 단순 주관주의의 오류를 해결하고자 하는 차원에서 등장하였는데, 도덕적 진술이 그 화자의 표현을 의미한다는 정서주의의 논증은 단순 주관주의가 범한 오류들을 모두 극복할 수 있게 하였다.

## 문제점
정서주의는 기존의 윤리학적 주관주의의 오류를 극복한 보다 발전된 형태의 논증을 갖고 있지만, 다음과 같은 논리적 오류에 직면하게 되었다.
- 정서주의는 화자의 태도에 대한 표현으로써, 그 진술에는 상대에게 자신이 생각하는 도덕적 가치를 따를 것을 요구하는 명령의 형태를 띠는데, C. L 스티븐슨은 이를 위한 근거로써 윤리학적 가치와는 관계 없는 내용이 사용될 수도 있는 오용의 가능성을 설명할 수 없다고 지적하였다.

## 같이 보기
- 분석철학
- 논리실증주의
- 도덕 실재론